# Cinderella's Twin
Cinderella's Twin er en amerikansk stumfilm fra 1920 af Dallas M. Fitzgerald.

## Medvirkende
- Viola Dana som Connie McGill
- Wallace MacDonald som Prentice Blue
- Ruth Stonehouse
- Cecil Foster som Helen Flint
- Edward Connelly som Pa Du Geen
- Victory Bateman som Ma Du Geen
- Gertrude Short som Marcia Valentine
- Irene Hunt som Gwendolyn Valentine
- Edward Cecil som Williams
- Calvert Carter som Boggs